# سبرانغر باري
سبرانغر باري (بالإنجليزية: Spranger Barry)‏ (23 نوفمبر 1719 - 10 يناير 1777) كان ممثل مسرحي إيرلندي في القرن الثامن عشر الميلادي.